# Giovanni Francesco Ugolini
Giovanni Francesco Ugolini (* 28. Februar 1953 in Pont-à-Vendin im französischen Département Pas-de-Calais) ist ein Politiker in San Marino. Er war vom 1. April bis 1. Oktober 2002 Capitano Reggente (Staatsoberhaupt) von San Marino. Vom 1. Oktober 2010 bis 1. April 2011 war er erneut Capitano Reggente, gemeinsam mit Andrea Zafferani.

## Biografie
Giovanni Francesco Ugolini hat einen Abschluss in industrieller Chemie vom Istituto Tecnico Industriale di Urbino. Von 1974 bis 1985 arbeitete er als Labortechniker im staatlichen Krankenhaus von San Marino. Anschließend war er für zehn Jahre Hotelier in Borgo Maggiore und zwischen 1996 und 2008 arbeitete er als leitender Angestellter in einem Industrieunternehmen. Seit 2008 ist er Angestellter seiner Partei, der PDCS. in den Jahren 1981 bis 2007 war er Präsident des Tourismusverbandes von San Marino (U.S.O.T.). Ugolini ist verheiratet und hat eine Tochter.

## Politik
Ugolini wurde 1978 Mitglied der christdemokratischen PDCS. Seit 1998 ist er Mitglied des Consiglio Grande e Generale, des Parlaments von San Marino. Er war Mitglied des Finanzausschusses und des außenpolitischen Ausschusses. Von April bis Oktober 2002 bekleidete er das Amt des Capitano Reggente, des Staatsoberhauptes von San Marino. Er ist seit 2007 Segretario Amministrativo. In der Legislaturperiode von 2008 bis 2012 war er Mitglied im Rat der Zwölf (Consiglio dei XII). Am  1. Oktober 2010 begann seine zweite Amtszeit als Capitano Reggente, gemeinsam mit Andrea Zafferani, die am 1. April 2011 endete.